# Władysław Lesiak
Władysław Lesiak (ur. 2 kwietnia 1908 w Jodłowej, zm. 9 czerwca 1977 w Nowym Sączu) – polski duchowny rzymskokatolicki, wykładowca liturgiki i ojciec duchowny w Wyższym Seminarium Duchownym w Tarnowie, referent duszpasterstwa Kurii Diecezjalnej w Tarnowie, proboszcz parafii św. Małgorzaty w Nowym Sączu i dziekan dekanatu nowosądeckiego, autor wielu publikacji.

## Życiorys
Pochodził z parafii Jodłowa. Święcenia kapłańskie otrzymał 29 czerwca 1930 roku z rąk bpa Leona Wałęgi. W latach 1930–1932 był wikariuszem w Piwnicznej. W latach 1932–1933 pracował w parafii katedralnej w Tarnowie, był też kapelanem więzienia oraz sekretarzem generalnym Związku Młodzieży Polskiej. Szczególnie zajmował się Katolickim Stowarzyszeniem Młodzieży Męskiej. W ostatnim roku przed wybuchem wojny kierował Katolickim Uniwersytetem Ludowym w Krzyżanowicach. W 1941 r. pełnił funkcję administratora parafii Krzyżanowice. W latach 1941–1945 pełnił obowiązki ojca duchownego w Wyższym Seminarium Duchownym w Tarnowie. W tym okresie był równocześnie wykładowcą liturgiki oraz referentem duszpasterstwa Kurii Diecezjalnej. W 1949 r. uzyskał stopień doktora teologii na Wydziale Teologicznym Uniwersytetu Jagiellońskiego.
W 1949 r. został proboszczem parafii św. Małgorzaty w Nowym Sączu. Remontował zniszczony kościół i budował kaplice dojazdowe. Po usunięciu religii ze szkół zorganizował katechizację przy kościele. Głosił wiele rekolekcji, w tym dla księży i kleryków. Był autorem wielu publikacji, zwłaszcza z zakresu duszpasterstwa. Szerzył kult sądeckiego obrazu Pana Jezusa Przemienionego. Był dziekanem dekanatu nowosądeckiego.
W 1965 r. otrzymał godność infułata. Schorowany, zrezygnował z probostwa na początku 1977 roku. Zmarł 9 czerwca 1977 r. i został pochowany na cmentarzu parafialnym w Nowym Sączu.
16 października 2018 Rada Miasta Nowy Sącz podjęła uchwałę w sprawie nadania rondu u zbiegu ulic Legionów – Tarnowska – Bulwar Narwiku – Piotra Skargi – Kazimierza Wielkiego nazwy: Rondo Księdza Infułata Władysława Lesiaka.

## Publikacje
- Władysław Lesiak: Droga na szczyty. 12 kwadransów ewangelicznych. Poznań: Ostoja, 1938, s. 69.
- Władysław Lesiak: Młodzież a sprawy społeczne. 16 pogadanek ankietowych. Poznań: Ostoja, 1938, s. 43.
- Władysław Lesiak: Patrz i czyń. 12 pogadanek ewangelicznych. Poznań: Ostoja, 1938, s. 39.
- Władysław Lesiak: Błogosławieni! 12 kwadransów ewangelicznych. Poznań: Ostoja, 1938, s. 61.
- Władysław Lesiak: Boży szczep. Poznań: Ostoja, 1939, s. 44.
- Władysław Lesiak: Skarb ukryty. Poznań: Ostoja, 1939, s. 46.
- Władysław Lesiak: Chrystus w życiu św. Stanisława. Tarnów: Caritas, 1946, s. 24.
- Władysław Lesiak, Stanisław Wójtowicz: Ilustrowana Biblijka dla młodszych dzieci. Tarnów: J.Orłowicz, 1946, s. 88.
- Władysław Lesiak: Kazania pasyjne o osobach pocieszających Pana Jezusa w czasie męki. Tarnów: Caritas, 1946, s. 48.
- Władysław Lesiak: O godności człowieka. Kazania i czytanki na „III Tydzień Miłosierdzia”. Tarnów: Caritas, 1947, s. 82.
- Władysław Lesiak: Chrystus w życiu św. Stanisława. Tarnów: Caritas, 1946, s. 24.